# Nutzhorn (Adelsgeschlecht)

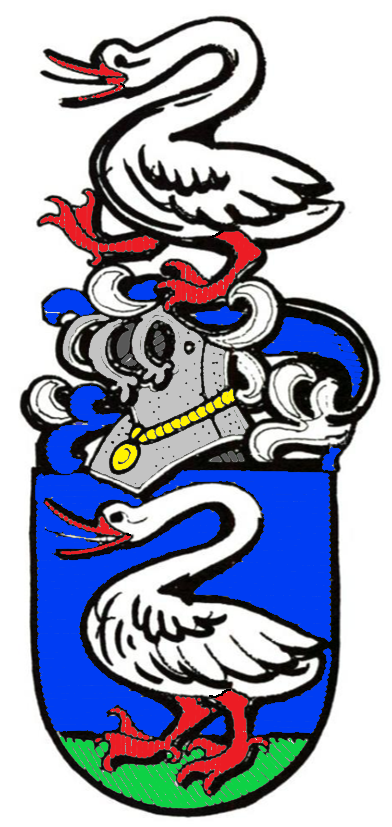
Wappen derer von Nutzhorn

Nutzhorn (früher auch Altenesch (genannt Nutzhorn) bzw. Oldenesch (genannt Nutzhorn) o. ä.) ist der Name eines erloschenen niedersächsischen Adelsgeschlechts.
Die Familie ist zu unterscheiden von den wappenverschiedenen und daher wohl nichtstammverwandten Alten-/Oldenesch (genannt Moyleke).

## Geschichte
Das Geschlecht war ein ehemals ritterbürtiges Geschlecht aus der Delmenhorster Geest. Es stammte aus dem namensgebenden Nutzhorn, einem Ort in Ganderkesee in Niedersachsen. Folgende Stammfolge ist für die Familie überliefert:
- Diethard von Altenesch ⚭ N. N. Trüper
  - Dietrich von Nutzhorn († nach 1552)
  - Arnold von Nutzhorn († nach 6. Mai 1554) ⚭ Margarete von Mandelsloh († nach 6. November 1514)
    - Heinrich von Nutzhorn (1521–1602) ⚭ Maria Wahle († 1617)
      - Margarete von Nutzhorn († nach 26. April 1623)
      - Arnold von Nutzhorn († vor 7. September 1633) ⚭ Agnes von Hitzfeld († vor 7. September 1633)
        - N. N. von Nutzhorn († vor 7. September 1633)
        - Agnes Anna von Nutzhorn (1615–1658) ⚭ I. Hermann Balthasar von der Lieth († 1633); ⚭ II. Engelbert Schade († 1680)
        - N. N. von Nutzhorn († vor 7. September 1633)

      - Heinrich von Nutzhorn (* 1. Januar 1562; † nach 1646) ⚭ Elisabeth von Dorgelo († nach 26. November 1618)
        - Arnold von Nutzhorn († 1616)
        - Dietrich von Nutzhorn († nach 1. Januar 1624)
        - Heinrich von Nutzhorn († 1679)
        - Georg von Nutzhorn (1602–1664) ⚭ I. Adelheid von Brackel († 1675); unehelich Anna Maria; ⚭ II. Anna Schade († 1678)
          - aus I.: Johann Georg von Nutzhorn (1630–1686), Kämpfte als Kornett gegen die Türken, wurde 1686 als münsterischer Major in Zwischenahn begraben, ⚭ 1661 Lucia Elisabeth de Greff (1638–1729)
            - Johann Friedrich von Nutzhorn (1666–1729), Leutnant, Hauptmann
            - Anna Dorothea von Nutzhorn (1668–1720)
            - Georg Anton von Nutzhorn (1671–1748), Leutnant, Hauptmann, Kapitän, Bataillonskommandant
            - Lucia Gertrud von Nutzhorn (1679–1688)

          - unehelich: Dietrich von Nutzhorn (* 1641)

        - Adelheid von Nutzhorn († 1670) ⚭ I. Hermann Juchter (1624–1654) (kinderlos); ⚭ II. Wienke Querenstede († 1673)
        - Elisabeth von Nutzhorn (* um 1610)
        - Elisabeth Eva Nutzhorn (1611–1679) ⚭ 1634 Rudolf Münnich (1608–1667), deren gemeinsame Kinder 1702 in den Reichsritterstand erhoben wurden und das Wappen vermehrten

      - Dorothea von Nutzhorn († vor 4. Juli 1632)

    - Anna Nutzhorn († nach 20. Januar 1547)

  - Gebhard Nutzhorn († nach 2. Februar 1531)
  - Diethard Nutzhorn († nach 6. September 1543)
  - Adelheid von Nutzhorn († 24. Februar 1568) ⚭ Nikolaus Vogt († von 12. März 1565)
  - Nikolaus Nutzhorn († nach 1553)

## Wappen
Blasonierung: In Blau auf grünem Grund ein rot bewehrter silberner Schwan. Auf dem Helm mit blau-silbernen Helmdecken der Schwan.
Das Wappen derer von Nutzhorn ging nach ihrem Aussterben in dem Wappen derer von Münnich auf, die ihr eigenes Wappen mit dem derer von Nutzhorn vermehrten.

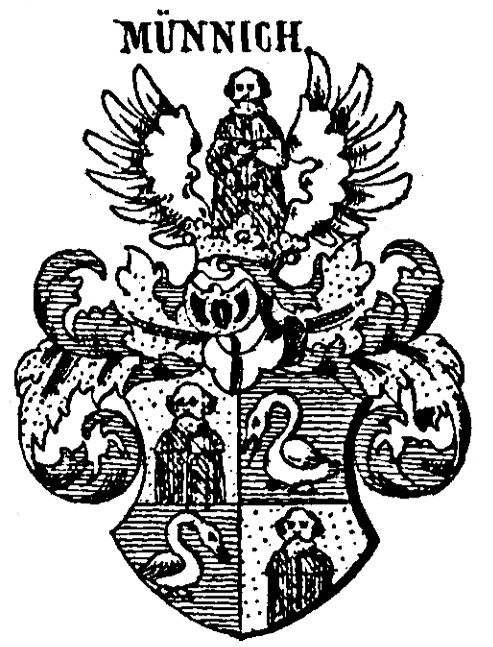
Wappen derer von Münnich (1697)
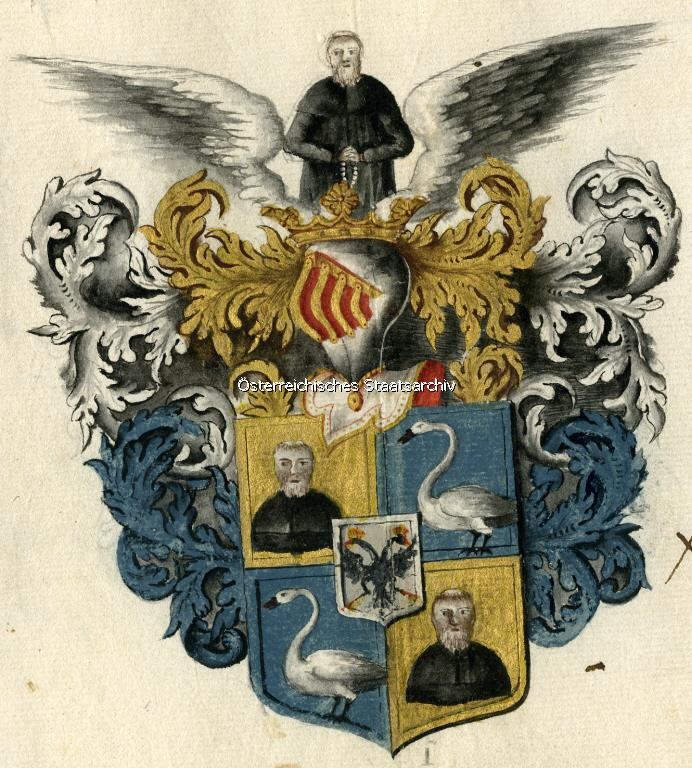
Geviertes Wappen derer von Münnich mit Herzschild (1702)
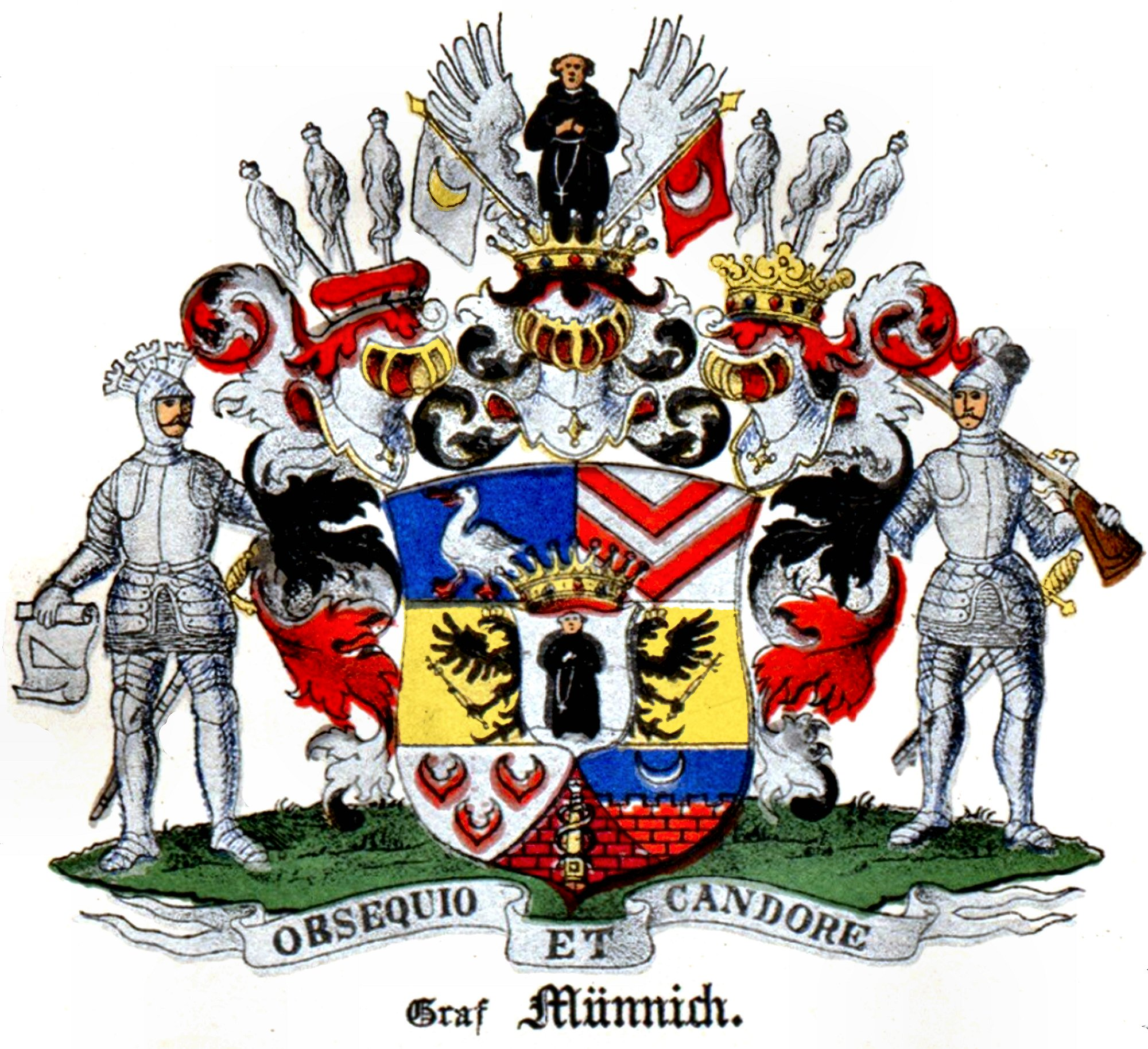
Wappen der russischen Grafen Münnich (1741)